# كفة الحافة الأمامية

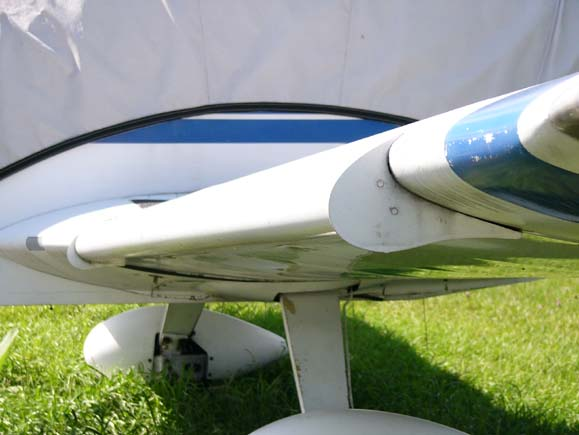
كفة متدلية متدلية مثبتة على طائرة غرومان الأمريكية إيه إيه-1 يانكي كجزء من تجربة ناسا

كفة الحافة الأمامية (leading-edge cuff) عبارة عن جهاز ذو جناح ديناميكي ثابت يستخدم في الطائرات ذات الأجنحة الثابتة لتحسين خصائص انهيار الارتفاع والدوران. قد تكون الكفف إما من تصميم المصنع أو تعديل إضافي بعد البيع.
كفة الحافة الأمامية هو تعديل أمامي للجناح، وعادة ما يكون امتدادًا لحافة خارجية متدلية قليلاً. في معظم حالات التعديل الخارجي للحافة الأمامية، تبدأ الكفة المجنحة بنصف امتداد حوالي 50-70٪ وتمتد على الحافة الأمامية الخارجية للجناح.
الهدف الرئيسي هو إنتاج بداية توقف أكثر تدريجيًا ولطفًا، دون أي ميل لانحراف الدوران، لا سيما عندما يكون للجناح الأصلي سلوك توقف حاد / غير متماثل بجهاز سلبي غير متحرك ومنخفض التكلفة سيكون لها تأثير ضئيل على الأداء. هناك فائدة أخرى تتمثل في خفض سرعة المماطلة، مع سرعات اقتراب أقل ومسافات هبوط أقصر. يمكنهم أيضًا، اعتمادًا على موقع الكفة، تحسين التحكم في الجنيح عند السرعة المنخفضة.

## المصطلح
كانت تسمى الأصفاد الأمامية مفهوم التدلى أو الحافة الأمامية المتدلية (DLE)، أو الحافة الأمامية المعدلة الخارجية في التقارير الفنية حول مقاومة التوقف / الدوران. في هذه التقارير وغيرها من تقارير وكالة ناسا حول نفس الكائن، لم يتم استخدام تعبير «الكفة الأمامية».

## تاريخ
قادت وكالة ناسا برنامجًا بحثيًا عامًا في مجال الطيران خلال سبعينيات وثمانينيات القرن الماضي، باستخدام نماذج وتجارب واسعة النطاق، بحثًا عن وسيلة فعالة لتحسين خصائص التوقف / الدوران لطائرات الطيران العامة.
تم توضيح تأثير الشق المركزي في منتصف المسافة على أقصى رفع للجناح في عام 1976. بعد اختبار التعديلات الأمامية المختلفة على الطرز والطائرات كاملة الحجم، اختارت ناسا في النهاية الحافة الأمامية المتدلية شبه الممتدة (DLE) التي تم اختبارها أولاً على أمريكان أفياشون إيه إيه-1 يانكي (1978).
يوضح تقرير ناسا عام 1979 أنه عند الزوايا العالية للهجوم، يولد انقطاع الكفة دوامة تعمل كسياج، مما يمنع التدفق المنفصل من التقدم إلى الخارج. منحدر الرفع قمة مستوية وتتأخر زاوية المماطلة إلى زاوية أعلى. للوصول إلى زوايا عالية للهجوم، يجب تدلي الجنيح الخارجي، وبعض التجارب تبحث في الحواف الأمامية المتدلية «المبالغ فيها». لم يتم شرح السبب المادي لتأثير الكفة بشكل واضح.
أعطت بعض التقارير القديمة بعض النتائج المماثلة. قال تقرير (NACA) لعام 1932 حول تأثير الفتحات المتقدمة ذات الأطوال المختلفة، «هذا مؤشر على أن الجزء المشقوق على كل طرف من أطراف الجناح يعمل إلى حد ما كجناح منفصل».
الحصول على معاملات رفع أعلى نتيجة إزالة الطبقة الحدودية معروف جيدًا في المراوح (قوة الطرد المركزي التي تسبب إزاحة خارجية للطبقة الحدودية)، أو الأجنحة (شفط الطبقة الحدودية). تعمل الدوامة الداخلية للحافة الأمامية ودوامة طرف الجناح على حد سواء على إزالة الطبقة الحدودية للقسم الخارجي للجناح، مما يساعد هذا الجناح الافتراضي ذي النسبة المنخفضة على تحقيق زاوية توقف أعلى.
نقطة مهمة هي أن الجناح يبدو أنه منقسم ديناميكيًا إلى جزأين، الجزء الداخلي المتوقف والجزء الخارجي الذي يتصرف كجناح معزول منخفض النسبة، قادر على الوصول إلى زاوية هجوم عالية. يعتبر الانقطاع الحاد في الكفة عاملاً رئيسياً؛ كل المحاولات عن طريق الانسيابية التدريجية لقمع الدوامة والتأثيرات الإيجابية للتعديل أعادت تقديم كشك طرف مفاجئ.

## نتائج المماطلة/ الدوران
وفقًا لتقرير ناسا المماطلة/ دوران، «دخلت الطائرات الأساسية: إيه إيه-1 (يانكي)، C-23 (Sundowner)، PA-28 (Arrow)، C-172 (Skyhawk) تدور في 59 إلى 98 بالمائة من محاولات متعمدة لدخول الدوران، في حين أن الطائرة المعدلة دخلت في دورات في 5 في المائة فقط من المحاولات وتطلبت مدخلات تحكم مطولة ومشددة أو عمليات تحميل خارج الحدود لتعزيز دخول الدوران».

## نسبة الجناح وتأثيرات الموقع
تم الحصول على أنجح النتائج التجريبية لوكالة ناسا على جناح نسبة عرض إلى ارتفاع منخفضة جدًا تبلغ 6: 1 (غرومان الأمريكية إيه إيه-1)، مع وضع (DLE) في 57 ٪ من نصف المدى. نظرًا لأن الدوامات (الكفة الداخلية وطرف الجناح) فعالة بطول امتداد محدود (حوالي 1.5 مرة من الوتر المحلي)، فإن (DLE) وحده غير قادر على الحفاظ على ما يكفي من الرفع الخارجي للحفاظ على التحكم في الانقلاب في حالة ارتفاع نسبة الجناح. تتميز الأجنحة ذات نسبة العرض إلى الارتفاع التي تزيد عن 8 أو 9 بأجهزة أخرى لإكمال تأثير الكفة،  على سبيل المثال شرائط المماطلة (كما هو مستخدم في سيروس إس آر22 وسيسنا 400) و «فتحات Rao» (كما هو مستخدم في كويستير فينتشر)، مولدات دوامة أو تدلي مجزأ (كما هو مستخدم في طائرة سيسنا 210 المعدلة من وكالة ناسا). في حالة جناح سيسنا 210 ذو نسبة العرض إلى الارتفاع العالية (AR =11:1)، لم يكن التخميد بالتخميد عند انهيار الارتفاع بنفس الكفاءة.
كانت حالة الجناح العالي التكوين مختلفة. أظهر الاختبار الشامل لطائرة سيسنا 172 المعدلة أن الكفة الخارجية الخارجية وحدها لم تكن كافية لمنع دوران الدوران، حيث كانت الطائرة تفتقر إلى ثبات الاتجاه عند زوايا الهجوم العالية. مع إضافة زعنفة بطنية، دخلت الطائرة في دوامة محكومة بدلاً من الدوران.

## سحب عقوبة
اعتمادًا على طول وشكل الكفة، يمكن أن تمارس الكفة الأمامية عقوبة ديناميكية هوائية لسرعة المماطلة / الدوران التي تم الحصول عليها، مما يؤدي إلى فقدان بعض سرعة الرحلة الجوية، على الرغم من أنها صغيرة جدًا في بعض الأحيان «لا يمكن اكتشافها باستخدام أدوات الإنتاج». في حالة أفضل تعديل لجناح يانكي إيه إيه-1، فإن فقدان سرعة الرحلة بلغ 2 ميل في الساعة أو 2٪ ولم يكن هناك فقدان للسرعة أثناء التسلق. لم يكن التأثير على سرعة الرحلة لـ بايبر بيه إيه-28 آر إكس (ذيل T المعدل) قابلاً للقياس. بالنسبة إلى (كويستير فينتشر)، «في اختبارات الأداء التي يتم التحكم فيها بعناية، تبين أن العقوبة في أداء الرحلة البحرية غير محسوسة (1 kt)».

## التطبيقات
كان أول استخدام للأصفاد الخارجية، بخلاف طائرات الأبحاث التابعة لوكالة ناسا، في روتان فاريزي في عام 1978. تم اختبارها في نفق الرياح في عام 1982، وبعد ذلك (1984) تم استبدالها بفورتيلون.
تم تعديل الطائرات التالية لإجراء تجارب مع إضافة صفعة خارجية متطورة نتيجة لبرنامج ناسا لأبحاث المماطلة / الدوران:
- غرومان الأمريكية AA-1 X (1978)[24]
- بيتشكرافت C-23X (1980)
- بايبر PA28 RX معدّل (T-tail) (1981)[25]
- سيسنا 172 X (1983)،[26]
- فيريلايت صن بيرد، دافع عالي الجناح (1986)[27]
- كويستير فينتشر [28]
- سيسنا 210 (1987)، نسبة عرض إلى ارتفاع الجناح،[29]
- سميث ترينر (1992)[30]

تم استخدام الأصفاد المتطورة في الطائرات الخفيفة عالية الأداء في القرن العشرين مثل سيروس إس آر20 وكولومبيا 350، وكلاهما حصل على شهادة إدارة الطيران الفيدرالية (FAA) مع الجهاز.
يستفيد العديد من موردي مجموعات STOL بعد البيع من الأصفاد المتطورة، في بعض الحالات بالاقتران مع الأجهزة الديناميكية الهوائية الأخرى مثل أسوار الجناح والجنيحات المتدلية.

## روابط خارجية
- أجهزة Wing Vortex